# Zielony Bór (rejon święciański)
Zielony Bór (lit. Žaliašilis) – chutor na Litwie, w okręgu wileńskim, w rejonie święciańskim, w gminie Maguny.

## Historia
W czasach zaborów zaścianek w gminie Kiemieliszki, w powiecie święciańskim, w guberni wileńskiej Imperium Rosyjskiego. W 1905 roku liczył 7 mieszkańców, 12 dziesięcin, własność Mikoszy.
W dwudziestoleciu międzywojennym leśniczówka leżała w Polsce, w województwie wileńskim, w powiecie święciańskim, w gminie Kiemieliszki.
W 1931 w 1 domu zamieszkiwało 6 osób.
Od 1945 roku w Litewskiej Socjalistycznej Republice Radzieckiej.
Od 1990 na niepodległej Litwie.